# Град Градачац
Град Градачац је јединица локалне самоуправе у Тузланском кантону на сјевероистоку Федерације БиХ. Сједиште је у Градачцу.
Град Градачац се налази на обронцима Мајевице и Требаве, око 40 километара јужно од ријеке Саве. У близини су градови Модрича, Оџак и Шамац.
Градачачки крај је познат по воћарству и један је од највећих производних и трговачких центара шљиве у Босни и Херцеговини.

## Становништво
По посљедњем службеном попису становништва из 1991. године, тадашња општина Градачац је имала 56.581 становника, распоређених у 38 насељених мјеста. Број становника се 1998. процењивао на 44.876. Према прелиминарним резултатима пописа становништва из 2013. године, град Градачац има 39.340 становника.
| Националност       | 1991.           | 1981.           | 1971.           |
| Муслимани          | 33.856 (59,83%) | 31.219 (57,51%) | 26.905 (55,60%) |
| Срби               | 11.221 (19,83%) | 11.727 (21,60%) | 12.455 (25,74%) |
| Хрвати             | 8.613 (15,22%)  | 9.011 (16,60%)  | 8.447 (17,45%)  |
| Југословени        | 1.436 (2,53%)   | 1.771 (3,26%)   | 321 (0,66%)     |
| остали и непознато | 1.455 (2,57%)   | 553 (1,01%)     | 256 (0,52%)     |
| Укупно             | 56.581          | 54.281          | 48.384          |

| Национални састав према попису из 2013. године‍ | Национални састав према попису из 2013. године‍ | Национални састав према попису из 2013. године‍ | Национални састав према попису из 2013. године‍ | Национални састав према попису из 2013. године‍ |
| ---------------------------------------------- | ---------------------------------------------- | ---------------------------------------------- | ---------------------------------------------- | ---------------------------------------------- |
|                                                |                                                |                                                |                                                |                                                |
| Бошњаци                                        | Бошњаци                                        |                                                | 37.130                                         | 94,38%                                         |
| Хрвати                                         | Хрвати                                         |                                                | 918                                            | 2,33%                                          |
| Срби                                           | Срби                                           |                                                | 345                                            | 0,87%                                          |
| остали                                         | остали                                         |                                                | 947                                            | 2,41%                                          |
| укупно: 39.340                                 |                                                |                                                |                                                |                                                |

## Насељена мјеста
Аврамовина, Биберово Поље, Доња Међиђа, Доња Трамошница, Доње Кречане, Доње Леденице, Доњи Лукавац, Горња Међиђа, Горња Трамошница, Горње Леденице, Горњи Лукавац, Градачац, Хргови Доњи, Јеловче Село, Кереп, Мионица, Новалићи, Поребрице, Рајска, Сибовац, Срнице Доње, Срнице Горње, Турић, Вида, Вучковци, Зелиња Доња и Зелиња Средња.
Послије потписивања Дејтонског споразума највећи дио некадашње општине Градачац ушао је у састав Федерације БиХ. Од дијела општине формирана је општина Пелагићево у Републици Српској, и то од насеља: Блажевац, Њивак, Орлово Поље, Пелагићево, Самаревац, те дијелова насељених мјеста: Доња Трамошница, Доње Леденице, Горња Трамошница, Горње Леденице, Поребрице и Турић. Села: Крчевљани, Толиса, Горње Кречане, Јасеница и Доњи Скугрић припали су општини Модрича, а село Зелиња Горња граду Добој.